# Karl Johansson (ishockeyspelare)
Karl ”Kalle” Johansson, född 21 januari 1993 i Östersund, är en svensk professionell ishockeyspelare som spelar för Växjö Lakers HC i Svenska hockeyligan. Hans moderklubb är Brunflo IK.